# ブレイキング・イン
『ブレイキング・イン』（原題:Breaking In）は2018年に公開されたのスリラー映画である。監督はジェームズ・マクティーグ、主演はガブリエル・ユニオンが務めた。
2019年8月17日、本作はシネクイント（東京都渋谷区にある映画館）で開催された「樽出し生映画祭」で上映された。本作が日本で拡大公開されることはなかったが、2020年4月2日にDVDスルーされた。

## 概略
ショーン・ラッセルは夫と子供2人（グローヴァーとジャスミン）と共に暮らしていた。そんなある日、ウィスコンシン州に暮らしていた父親が亡くなったとの知らせがショーンに入った。ショーンは遺産を相続するためにグローヴァーとジャスミンを連れて父の邸宅へと向かった。しかし、亡き父の財産を欲していたのはショーンだけではなかった。4人の強盗がすでに邸宅に押し入っていたのである。4人は金庫を回収しようとしたが、邸宅に張り巡らされたハイテク警備システムを突破できずにいた。ショーンが先に金庫に辿り着くことを恐れた4人はグローヴァーとジャスミンを人質に取った。「これで母親は身動きが取れまい」と高笑いしていた4人だったが、ショーンは予想だにしなかった行動を取った。彼女は子供を守るべく、4人を抹殺する覚悟を決めたのである。

## キャスト
※括弧内は日本語吹替。
- ガブリエル・ユニオン - ショーン・ラッセル（幸田夏穂）
- ビリー・バーク - エディ（田中正彦）
- リチャード・カブラル - ダンカン（田島章寛）
- エイジオナ・アレクサス - ジャスミン・ラッセル（石塚さより）
- セス・カー - グローヴァー・ラッセル（大谷理美）
- クリスタ・ミラー - マギー・ハリス
- マーク・ファーズ - ピーター
- ジェイソン・ジョージ - ジャスティン・ラッセル
- リーヴァイ・ミーデン - サム
- ダミエン・リーク - アイザック

## 製作
2017年5月30日、ガブリエル・ユニオンが本作に出演することになったと報じられた。7月10日、エイジオナ・アレクサスとクリスタ・ミラーの出演が決まったとの報道があった。14日、セス・カーがキャスト入りした。
2017年7月、本作の主要撮影がマリブとロサンゼルスで始まった。

## 公開・興行収入
2018年1月11日、ユニバーサル・ピクチャーズは本作のファースト・トレイラーを公開した。
本作は『ライフ・オブ・ザ・パーティー』と同じ週に封切られ、公開初週末に1400万ドルから1700万ドルを稼ぎ出すと予想されていたが、その予想は的中した。2018年5月11日、本作は全米2537館で公開され、公開初週末に1763万ドルを稼ぎ出し、週末興行収入ランキング初登場3位となった。

## 評価
本作に対する批評家の評価は芳しいものではない。映画批評集積サイトのRotten Tomatoesには53件のレビューがあり、批評家支持率は29%、平均点は10点満点で4.2点となっている。サイト側による批評家の見解の要約は「『ブレイキング・イン』はガブリエル・ユニオンがより主演向きの女優であることを証明している―ユニオンはこの冗長でありふれたアクション・スリラー映画以上のものを提供してくれる。」となっている。また、Metacriticには22件のレビューがあり、加重平均値は42/100となっている。なお、本作のCinemaScoreはBとなっている。